# آندره کروز
آندره کروز (به پرتغالی: André Alves da Cruz) مدافع اهل برزیل است که در شهر پیراسیکابا و در تاریخ ۲۰ سپتامبر ۱۹۶۸ به دنیا آمده‌است.
آندره کروز در تیم‌های فوتبال Ponte Preta ،فلامینگو،استاندارد لیژ،ناپولی، آ. ث. میلان و استاندارد لیژ سابقهٔ حضور دارد. این بازیکن همچنین در سال، 1985 6 بار برای، Brazil U17 به میدان رفته‌است و طی این مدت 1 گل به ثمر رسانده‌است.